# Banksija
Banksija (lat. Banksia) rod grmova i drveća iz porodice dvoličnjakovki. Pripada mu blizu 180 vrsta rasprostranjenih po Australiji, Tasmaniji i Novoj Gvineji.
Rod je opisan u Supplementum Plantarum 15, 126. 1781[1782]. (Apr 1782)

## Vrste
1. Banksia acanthopoda (A.S.George) A.R.Mast & K.R.Thiele
2. Banksia aculeata A.S.George
3. Banksia acuminata A.R.Mast & K.R.Thiele
4. Banksia aemula R.Br.
5. Banksia alliacea A.R.Mast & K.R.Thiele
6. Banksia anatona (A.S.George) A.R.Mast & K.R.Thiele
7. Banksia aquilonia (A.S.George) A.S.George
8. Banksia arborea (C.A.Gardner) A.R.Mast & K.R.Thiele
9. Banksia arctotidis (R.Br.) A.R.Mast & K.R.Thiele
10. Banksia armata (R.Br.) A.R.Mast & K.R.Thiele
11. Banksia ashbyi Baker f.
12. Banksia attenuata R.Br.
13. Banksia audax C.A.Gardner
14. Banksia aurantia (A.S.George) A.R.Mast & K.R.Thiele
15. Banksia baueri R.Br.
16. Banksia baxteri R.Br.
17. Banksia bella A.R.Mast & K.R.Thiele
18. Banksia benthamiana C.A.Gardner
19. Banksia bipinnatifida (R.Br.) A.R.Mast & K.R.Thiele
20. Banksia biterax A.R.Mast & K.R.Thiele
21. Banksia blechnifolia F.Muell.
22. Banksia borealis (A.S.George) A.R.Mast & K.R.Thiele
23. Banksia brevidentata (A.S.George) K.R.Thiele
24. Banksia brownii Baxter ex R.Br.
25. Banksia brunnea A.R.Mast & K.R.Thiele
26. Banksia burdettii Baker f.
27. Banksia caleyi R.Br.
28. Banksia calophylla (R.Br.) A.R.Mast & K.R.Thiele
29. Banksia candolleana Meisn.
30. Banksia canei J.H.Willis
31. Banksia carlinoides (Meisn.) A.R.Mast & K.R.Thiele
32. Banksia catoglypta (A.S.George) A.R.Mast & K.R.Thiele
33. Banksia chamaephyton A.S.George
34. Banksia cirsioides (Meisn.) A.R.Mast & K.R.Thiele
35. Banksia coccinea R.Br.
36. Banksia columnaris (A.S.George) A.R.Mast & K.R.Thiele
37. Banksia comosa (Meisn.) A.R.Mast & K.R.Thiele
38. Banksia concinna (R.Br.) A.R.Mast & K.R.Thiele
39. Banksia conferta A.S.George
40. Banksia corvijuga (A.S.George) A.R.Mast & K.R.Thiele
41. Banksia croajingolensis Molyneux & Forrester
42. Banksia cuneata A.S.George
43. Banksia cynaroides (C.A.Gardner) A.R.Mast & K.R.Thiele
44. Banksia cypholoba (A.S.George) A.R.Mast & K.R.Thiele
45. Banksia dallanneyi A.R.Mast & K.R.Thiele
46. Banksia densa A.R.Mast & K.R.Thiele
47. Banksia dentata L.f.
48. Banksia dolichostyla (A.S.George) K.R.Thiele
49. Banksia drummondii (Meisn.) A.R.Mast & K.R.Thiele
50. Banksia dryandroides W.Baxter ex Sweet
51. Banksia echinata (A.S.George) A.R.Mast & K.R.Thiele
52. Banksia elderiana F.Muell. & Tate
53. Banksia elegans Meisn.
54. Banksia epica A.S.George
55. Banksia epimicta (A.S.George) A.R.Mast & K.R.Thiele
56. Banksia ericifolia L.f.
57. Banksia erythrocephala (C.A.Gardner) A.R.Mast & K.R.Thiele
58. Banksia falcata (R.Br.) A.R.Mast & K.R.Thiele
59. Banksia fasciculata (A.S.George) A.R.Mast & K.R.Thiele
60. Banksia fililoba (A.S.George) A.R.Mast & K.R.Thiele
61. Banksia foliolata (R.Br.) A.R.Mast & K.R.Thiele
62. Banksia foliosissima (C.A.Gardner) A.R.Mast & K.R.Thiele
63. Banksia formosa (R.Br.) A.R.Mast & K.R.Thiele
64. Banksia fraseri (R.Br.) A.R.Mast & K.R.Thiele
65. Banksia fuscobractea (A.S.George) A.R.Mast & K.R.Thiele
66. Banksia gardneri A.S.George
67. Banksia glaucifolia A.R.Mast & K.R.Thiele
68. Banksia goodii R.Br.
69. Banksia grandis Willd.
70. Banksia grossa A.S.George
71. Banksia heliantha A.R.Mast & K.R.Thiele
72. Banksia hewardiana (Meisn.) A.R.Mast & K.R.Thiele
73. Banksia hiemalis (A.S.George) K.R.Thiele
74. Banksia hirta A.R.Mast & K.R.Thiele
75. Banksia hookeriana Meisn.
76. Banksia horrida (Meisn.) A.R.Mast & K.R.Thiele
77. Banksia idiogenes (A.S.George) A.R.Mast & K.R.Thiele
78. Banksia ilicifolia R.Br.
79. Banksia incana A.S.George
80. Banksia insulanemorecincta (A.S.George) A.R.Mast & K.R.Thiele
81. Banksia integrifolia L.f.
82. Banksia ionthocarpa (A.S.George) A.R.Mast & K.R.Thiele
83. Banksia kippistiana (Meisn.) A.R.Mast & K.R.Thiele
84. Banksia laevigata Meisn.
85. Banksia lanata A.S.George
86. Banksia laricina C.A.Gardner
87. Banksia lemanniana Meisn.
88. Banksia lepidorhiza (A.S.George) A.R.Mast & K.R.Thiele
89. Banksia leptophylla A.S.George
90. Banksia lindleyana Meisn.
91. Banksia littoralis R.Br.
92. Banksia lullfitzii C.A.Gardner
93. Banksia marginata Cav.
94. Banksia media R.Br.
95. Banksia meganotia (A.S.George) A.R.Mast & K.R.Thiele
96. Banksia meisneri Lehm.
97. Banksia menziesii R.Br.
98. Banksia micrantha A.S.George
99. Banksia mimica (A.S.George) A.R.Mast & K.R.Thiele
100. Banksia montana (C.A.Gardner ex A.S.George) A.R.Mast & K.R.Thiele
101. Banksia mucronulata (R.Br.) A.R.Mast & K.R.Thiele
102. Banksia nana (Meisn.) A.R.Mast & K.R.Thiele
103. Banksia neoanglica (A.S.George) Stimpson & J.J.Bruhl
104. Banksia nivea Labill.
105. Banksia nobilis (Lindl.) A.R.Mast & K.R.Thiele
106. Banksia nutans R.Br.
107. Banksia oblongifolia Cav.
108. Banksia obovata A.R.Mast & K.R.Thiele
109. Banksia obtusa (R.Br.) A.R.Mast & K.R.Thiele
110. Banksia occidentalis R.Br.
111. Banksia octotriginta (A.S.George) A.R.Mast & K.R.Thiele
112. Banksia oligantha A.S.George
113. Banksia oreophila A.S.George
114. Banksia ornata F.Muell. ex Meisn.
115. Banksia pallida (A.S.George) A.R.Mast & K.R.Thiele
116. Banksia paludosa R.Br.
117. Banksia pellaeifolia A.R.Mast & K.R.Thiele
118. Banksia penicillata (A.S.George) K.R.Thiele
119. Banksia petiolaris F.Muell.
120. Banksia pilostylis C.A.Gardner
121. Banksia plagiocarpa A.S.George
122. Banksia platycarpa (A.S.George) A.R.Mast & K.R.Thiele
123. Banksia plumosa (R.Br.) A.R.Mast & K.R.Thiele
124. Banksia polycephala (Benth.) A.R.Mast & K.R.Thiele
125. Banksia porrecta (A.S.George) A.R.Mast & K.R.Thiele
126. Banksia praemorsa Andrews
127. Banksia prionophylla A.R.Mast & K.R.Thiele
128. Banksia prionotes Lindl.
129. Banksia prolata A.R.Mast & K.R.Thiele
130. Banksia proteoides (Lindl.) A.R.Mast & K.R.Thiele
131. Banksia pseudoplumosa (A.S.George) A.R.Mast & K.R.Thiele
132. Banksia pteridifolia (R.Br.) A.R.Mast & K.R.Thiele
133. Banksia pulchella R.Br.
134. Banksia purdieana (Diels) A.R.Mast & K.R.Thiele
135. Banksia quercifolia R.Br.
136. Banksia recurvistylis K.R.Thiele
137. Banksia repens Labill.
138. Banksia robur Cav.
139. Banksia rosserae Olde & Marriott
140. Banksia rufa A.R.Mast & K.R.Thiele
141. Banksia rufistylis (A.S.George) A.R.Mast & K.R.Thiele
142. Banksia saxicola A.S.George
143. Banksia scabrella A.S.George
144. Banksia sceptrum Meisn.
145. Banksia sclerophylla (Meisn.) A.R.Mast & K.R.Thiele
146. Banksia seminuda (A.S.George) Rye
147. Banksia seneciifolia (R.Br.) A.R.Mast & K.R.Thiele
148. Banksia serra (R.Br.) A.R.Mast & K.R.Thiele
149. Banksia serrata L.f.
150. Banksia serratuloides (Meisn.) A.R.Mast & K.R.Thiele
151. Banksia sessilis (Knight) A.R.Mast & K.R.Thiele
152. Banksia shanklandiorum (Randall) A.R.Mast & K.R.Thiele
153. Banksia shuttleworthiana (Meisn.) A.R.Mast & K.R.Thiele
154. Banksia solandri R.Br.
155. Banksia speciosa R.Br.
156. Banksia sphaerocarpa R.Br.
157. Banksia spinulosa Sm.
158. Banksia splendida A.R.Mast & K.R.Thiele
159. Banksia squarrosa (R.Br.) A.R.Mast & K.R.Thiele
160. Banksia stenoprion (Meisn.) A.R.Mast & K.R.Thiele
161. Banksia strictifolia A.R.Mast & K.R.Thiele
162. Banksia stuposa (Lindl.) A.R.Mast & K.R.Thiele
163. Banksia subpinnatifida (C.A.Gardner) A.R.Mast & K.R.Thiele
164. Banksia subulata (C.A.Gardner) A.R.Mast & K.R.Thiele
165. Banksia telmatiaea A.S.George
166. Banksia tenuis A.R.Mast & K.R.Thiele
167. Banksia tortifolia (Kippist ex Meisn.) A.R.Mast & K.R.Thiele
168. Banksia tricuspis Meisn.
169. Banksia tridentata (Meisn.) B.D.Jacks.
170. Banksia trifontinalis (A.S.George) A.R.Mast & K.R.Thiele
171. Banksia undata A.R.Mast & K.R.Thiele
172. Banksia verticillata R.Br.
173. Banksia vestita (Meisn.) A.R.Mast & K.R.Thiele
174. Banksia victoriae Meisn.
175. Banksia vincentia Stimpson & P.H.Weston
176. Banksia violacea C.A.Gardner
177. Banksia viscida (A.S.George) A.R.Mast & K.R.Thiele
178. Banksia wonganensis (A.S.George) A.R.Mast & K.R.Thiele
179. Banksia xylothemelia (A.S.George) A.R.Mast & K.R.Thiele

## Sinonimi
- Dryandra R.Br.
- Hemiclidia R.Br.
- Isostylis Spach
- Josephia Salisb. ex Knight
- Sirmuellera Kuntze